# Oaklawn-Sunview
Oaklawn-Sunview es un lugar designado por el censo ubicado en el condado de Sedgwick  en el estado estadounidense de Kansas. En el año 2010 tenía una población de 3276 habitantes y una densidad poblacional de 2.340 personas por km².

## Geografía
Oaklawn-Sunview se encuentra ubicado en las coordenadas 37°36′30″N 97°17′46″O / 37.60833, -97.29611 (37.608463, -97.296045).

## Demografía
Según la Oficina del Censo en 2000 los ingresos medios por hogar en la localidad eran de $34,292, y los ingresos medios por familia eran $35,978. Los hombres tenían unos ingresos medios de $30,956 frente a los $20,172 para las mujeres. La renta per cápita para la localidad era de $12,564. Alrededor del 18.3% de la población estaban por debajo del umbral de pobreza.